# Station Czechów
Station Santok is een spoorwegstation in de Poolse plaats Czechów.